# الخريويعة (الخريويعة)
الخريويعة هو دُوَّار يقع بجماعة الوڭوم، إقليم طاطا، جهة سوس ماسة في المملكة المغربية. ينتمي الدوّار لمشيخة الخريويعة التي تضم 10 دواوير. يقدر عدد سكانه بـ 1324 نسمة حسب الإحصاء الرسمي للسكان والسكنى لسنة 2004.

## روابط خارجية
- البوابة الوطنية للجماعات الترابية
- المندوبية السامية للتخطيط